# 甘國亮
甘國亮（英語：Kam Kwok-leung，1950年9月3日—），香港編劇、導演及演員，也是香港著名的跨媒体工作者，历任台前幕后工作涉及电视、电台、电影、舞台剧等。其电影演出有1974年的《蛇殺手》，其编导的电视代表作有1980年《山水有相逢》、《執到寶》、《輪流傳》、《不是冤家不聚頭》等，近期从事舞台剧创作，包括2009年的《我爱万人迷》。甘国亮也是香港多家媒体的管理人员，歷任包括亞洲電視、電視廣播有限公司、衛星電視、凤凰卫视、香港商业电台、新城電台等，发掘譚家明、王家卫、王晶、林奕华、杜琪峰、吴小莉、戚其义等台前幕后者。

## 履历
甘國亮在香港出生，幼年時移居澳門，曾就讀於粵華中學，與澳門第一任特首何厚鏵為兒時玩伴。十八歲返回香港，十九歲再前往加拿大升學，1972年取得溫莎大學經濟學系學士。
从香港无线电视第一届艺员训练班开始，甘国亮正式进入媒体行业。甘國亮在訓練班時，受到導師之一劉芳剛的委託，協助翻譯一些警察部案件檔案，並在劉芳剛的指引下寫成劇本，拍攝單元劇。所以在無綫訓練班時已經籍著編劇能力成為無綫員工，令他比同期的同學富有。後从事幕前工作，但由於甘國亮刻意把自己的外表打扮前衛，故不太多導演敢找甘國亮在當時的電視劇演出。而甘國亮形容自己為無綫寫劇本的工作為「從早到晚都在工作的車衣女工」，亦形容「曾經有一個星期，整個翡翠台的節目的文字都是我寫的」。
甘国亮任职于无线电视开台初期，当年整个香港电视业刚刚启蒙，限制框架较少，戏剧的剧本也创意非常。如《孖生姊妹》让汪明荃一人分饰两角，观众首次在电视屏幕上看到演员自己与自己演对手戏；《无双谱》更让每位演员均一人分饰两角，用性格悬殊的两种角色發挥演技；《执到宝》中采用“鬼上身”桥段，让多位演员演同一个角色；七十年代的电视剧场更大胆革新电视剧语言，将镜头直接反映主角主观视觉的戏剧带入电视荧屏，就是观众看到的画面就是剧中主角的视觉，这样直接将观众以第一主角的身份带入戏剧中；《山水有相逢》采用“戏中有戏”概念，为黄韵诗和李司棋塑造幕幕经典的口头禅和戏中戏。及後甘国亮参与多部电影的台前演出和幕后制作，提携一群新晋电影艺术工作者不断创新，如谭家明导演、王家卫导演等。不过甘国亮的创作也试过滑铁卢，如獨挑大樑撰写的反映香港史诗变化的《轮流傳》，卡士汇聚郑裕玲、李琳琳、李司棋、黄韵诗、郑少秋、陈百强等巨星，被丽的电视戏剧《大地恩情》打擊而腰斩。
七十年代中开始，甘国亮眼見編劇工作不長遠，於是开始轉營，进入香港无线电视的节目部，担任主管。1987年，甘国亮正式离开香港无线电视，与俞琤、岑建勳、洪金寶、潘迪生等合组德寶電影公司，收購邵氏電影旗下院綫，投拍多部前卫艺术电影，並撰寫多部天馬行空劇本。他後将没有开拍的剧本辑录成剧本集出版，如为张曼玉、郑裕玲、钟楚红度身创作的《愈夜愈美麗》，剧本中三位影后级人马将会饰演变性人，在头半部电影中反串以男性身份出现，及後变回女性；再有為吳君如、蕭芳芳度身訂造的劇本《你還愛我嗎》，劇中蕭芳芳和吳君如相互會不斷輪流飾演對方的母親，通過史詩式的幾代母女情懷，敘說香港歷史的變遷，來反饋香港女性角色的轉變。女性類型的電影、電視劇，黑色幽默的風格是甘國亮的特色，他尤好寫兩名性格迵異女性的衝突，如1978年電視劇《孖生姊妹》、1980年電視劇《山水有相逢》、1987年電影《神奇兩女俠》、1988年電影《繼續跳舞》，均屬此模式。
1988年，甘国亮出任卫星电视有限公司（STAR TV）旗下中文頻道衛視中文台台長。甘国亮担任行政总裁，引入日韩剧集、也引入台湾主播到香港播报新闻，如现任凤凰卫视资讯台台长的吴小莉，正是甘国亮从台湾邀请到香港工作。其后李嘉诚出售卫星电视有限公司，卫星电视有限公司拆伙，卫视中文台在香港和中国大陆地区演变为凤凰卫视，甘国亮也过渡到凤凰卫视担任管理工作。1989年，甘国亮作為第一批前往中国大陆从事电影工作的香港电影人，与导演张艺谋合作拍摄电影《秦俑》。
1998年，甘国亮入职香港新城电台，其后担任新城電台台長一职，创作了香港广播界第一个24小时的娛樂資訊頻道－新城娛樂台；及财经资讯频道－新城财经台。他更率领香港新城电台走入中國大陸，与广东人民广播电台合作，推出多档粤港澳节目，让新城电台覆盖广东千万人口大省。其后离开媒体，成为独立媒体创作人。
从2007年开始，甘国亮每周日晚在香港電台主持一档名为《打开天窗甘国亮》的广播节目。2009年，甘国亮受香港英皇集团邀请，创作舞台剧《我爱万人迷》，由陈宝珠主演。2009年底，甘國亮更接受澳門特區政府的邀請，爲澳門回歸十週年策劃成就展，以及監製製作2009年澳門回歸十週年文藝晚會。2011年10月，甘國亮擔任亞洲電視策略顧問，並擔任節目《亞視百人》主持。2019年，甘国亮出版访谈录《我问人，人问我》，书中将传统访谈录的角色（访问人和被访者）调转，由甘国亮邀请多名娱乐界名人好友（包括：成龙、郑秀文、刘德华、杜琪峰、梁家辉、汪明荃、张艾嘉、张艺谋、张曼玉、吴彦祖、王家卫、关锦鹏、巩俐及前女友郑裕玲等）担任发问人角色，每人均向甘国亮提出尖锐问题，而甘国亮在书中就發问详尽解答。

## 個人生活
1979年甘国亮监制剧集《过埠新娘》，与女主角郑裕玲交往並同居，是当时圈中的金童玉女，拍拖10年，甘国亮宣布分手，甘稱郑裕玲以宗教信仰为由，拒绝婚前性行为，十年没性生活，他虽然难受但依然顺从，郑裕玲則稱甘国亮对女性没兴趣。近年甘国亮和建築師王士維傳出同性緋聞。

## 軼事
由於其名字及高級知識分子形象的關係，很多人都將他和諸葛亮比較。所以有一句諺語是這樣的：「三個臭皮匠，勝過一個甘國亮。」

## 獎項
| 年份 | 頒獎典禮              | 相關作品   | 獎項         | 結果 |
| ---- | --------------------- | ---------- | ------------ | ---- |
| 1975 | 華僑晚報十大明星選舉  | 不適用     | 十大電視明星 | 獲獎 |
| 1988 | 第7屆香港電影金像獎   | 神奇兩女俠 | 最佳編劇     | 提名 |
| 2000 | 第5屆香港電影金紫荊獎 | 紫雨風暴   | 最佳男配角   | 提名 |

## 作品

### 電影
- 蛇殺手（1974年）
- 神奇兩女俠（1987年）
- 繼續跳舞（1988年）
- 我愛太空人（1988年）
- 紫雨风暴（1999年）
- 熱愛島（2012年）

### 演員（無綫電視）
- 夢影（1972年）
- 亂世兒女（1973年）
- 太太團（1974年）
- 永恆的春天（1974年）
- 豹子頭林沖（1974年）
- 片斷（1975年）
- 少年十五二十時（1976年）
- 瑪麗關77（1977年）
- 孖生姊妹（1978年）
- 青春熱潮（1978年）
- 女人三十之花開兩朵（1979年）飾 招圓滿
- 過埠新娘（1979年）飾 滕沙
- 天虹（1979年）飾 Paul Fung
- 下一代（1979年）
- 山水有相逢（1980年）
- 執到寶（1980年）
- 無雙譜（1981年）

### 編劇（無綫電視）
- 夢影（1972年）
- 朱門怨（1973年）
- 太太團（1974年）
- 香港風情畫（1974年）
- 片斷（1975年）
- 甜姐兒（1976年）
- 少年十五二十時（1976年）[9]
- 人間世外（1976年）
- 淡入淡出（1977年）
- 瑪麗關77（1977年）∗原名「十二女性」，最初希望能邀請十二位香港小姐演出，但歷屆當選港姐無法集齊，故甘國亮只好根據角色邀請苗金鳳、林建明等演出
- 甜姐兒（1978年）
- 青春熱潮（1978年）
- 第三類房客（1978年）
- 孖生姊妹（1978年）
- 不是冤家不聚頭（1979年）
- 過埠新娘（1979年）
- 女人三十：花開兩朵（1978年）
- 山水有相逢（1980年，兼監製）
- 輪流傳（1980年，兼監製）
- 執到寶（1980年，兼監製）
- 無雙譜（1981年，兼監製）
- 神女有心（1982年）

### 監製（無綫電視）
- 甜姐兒（1978年）
- 孖生姊妹（1978年）
- 青春熱潮（1978年）
- 小夫妻（1979年）
- 不是冤家不聚頭（1979年）
- 過埠新娘（1979年）
- 山水有相逢（1980年）
- 輪流傳（1980年）
- 執到寶（1980年）
- 無雙譜（1981年）
- 自成一格（1983年）

### 電影編劇
- 朱門怨（1974年）
- 神奇兩女俠（1987年）
- 繼續跳舞（1988年）
- 四面夏娃（1996年）
- 熱愛島（2010年）

### 電視節目
- 《歡樂今宵》
- 《熒光幕后》
- 《香港小姐競選》（1987年，無線電視）
- 《龍鳳呈祥賀台慶》
- 《白金巨星耀保良》
- 《王牌司儀大滙串》
- 《歡樂滿東華》
- 《數風流人物》（2006年，香港電台）
- 《亞視百人》（2012年，亞洲電視）

### 電台節目
- 香港電台節目《打開天窗 甘國亮》

### 舞台劇
- 《我愛萬人迷》（2009：編劇、監製）

### 單曲
- 《微妙的安排》（2007）

### 填詞
- 《挑逗》（主唱：梁朝偉）（2000）

## 著作
- 人間蒸發（1988年、2005年）
- 神奇兩女俠（1989年）
- 甘國亮眼中的鞏俐（1990年）
- 解你個構（1998年）
- 不停現袋（1998年）
- 開天窗（1999年）
- 我問人，人問我 = I ask u, u ask I（2008年）
- 我愛萬人迷（2009年）

## 連載小說
- 人間蒸發（1984年－1985年）
- 月亮代表我的心（2010年－2011年）
- 你都有今日（2020年－明報周刊連載中）

## 外部参考
- 連載小說《人間蒸發》甘國亮
- 电影《秦俑》制作班底
- 《輪流傳》甘國亮監製兼編劇 （页面存档备份，存于）
- 甘國亮－－香港電視劇創意教父
- 歲月崢嶸 甘國亮[永久]
- 內地《南方週末》【大牌】甘国亮 港式气质示范者（页面存档备份，存于）
- 『奇人』甘国亮（页面存档备份，存于）
- 陳寶珠 x 甘國亮，舞台劇《我愛萬人迷》
- 萬人迷與一個人 甘國亮
- 新加坡《联合早报》专访甘国亮，谈及与肥肥沈殿霞的友谊
- 凤凰卫视主播吴小莉感激伯乐甘国亮（页面存档备份，存于）
- 甘国亮亲自钦点吴小莉到香港
- 甘国亮与澳门特首何厚铧交情
- 甘国亮澳门童年
- 甘国亮担任澳门回归十周年艺术顾问